# E-Nummer
E-Nummern werden von der Europäischen Union (EU) für Stoffe vergeben, die als Lebensmittelzusatzstoffe oder Futtermittelzusatzstoffe in der EU zugelassen sind. Sie sind in allen EU-Mitgliedsstaaten gültig und ermöglichen eine sprachunabhängige Bezeichnung. Das „E“ stand ursprünglich für EWG, heute kurz für Europa. Teilweise wird auch angegeben, dass das „E“ eine Kurzform für edible (englisch für „essbar“) sei. Neben der EU verwenden auch andere Länder im EWR die Systematik der E-Nummern in ihren gesetzlichen Regelungen. In der Schweiz wird die Verwendung der E-Nummern über die Zusatzstoffverordnung geregelt.

## Geschichte
Die ersten E-Nummern, zunächst noch unter der Bezeichnung EWG-Nummer zusammengefasst, wurden bereits 1962 mit der Richtlinie 62/2645/EWG für färbende Stoffe eingeführt. Für diese Zusatzstoffe wurden die Nummern E 100 bis E 199 reserviert. Danach wurde 1964 die Richtlinie 64/54/EWG für Konservierungsstoffe mit den Nummern E 2xx verabschiedet. Ihnen folgten 1970 die Richtlinie 70/357/EWG für Antioxidationsmittel (E 3xx) und 1974 die Richtlinie 74/329/EWG für Emulgatoren, Stabilisatoren, Verdickungs- und Geliermittel (E 3xx und E 4xx). Letztere wurde 1995 durch die Richtlinie 95/2/EG über andere Lebensmittelzusatzstoffe als Farbstoffe und Süßungsmittel ersetzt. Zum 20. Januar 2009 trat die Verordnung (EG) Nr. 1333/2008 des Europäischen Parlaments und des Rates vom 16. Dezember 2008 über Lebensmittelzusatzstoffe in Kraft. Diese Verordnung ersetzte die vorherigen europäischen Richtlinien und gilt als EU-Verordnung unmittelbar in allen Mitgliedsstaaten der EU, sodass nationale Regelungen, die dieser Regelung entgegenstehen, nicht länger gültig sind.
Für Futtermittelzusatzstoffe wurde E-Nummern in die Richtlinie 70/524/EWG in den Anhang I aufgenommen. Durch die Richtlinie 96/51/EG wurden die Anhänge I, II und III der Richtlinie 70/524/EWG gestrichen. Die Richtlinie 70/524/EWG wurde aufgehoben und durch die Verordnung (EG) Nr. 1831/2003 sowie Verordnung (EG) Nr. 767/2009 ersetzt. Durch die Verordnung (EG) 767/2009 wurde der Artikel 16 (der Richtlinie 70/524) als letzter noch gültiger Artikel zum 1. September 2009 aufgehoben. Durch die Streichung der Anhänge der Richtlinie 70/524/EWG sind nach einer Übergangszeit alle Zulassungen erloschen, soweit nicht ein neuer Zulassungsantrag erfolgreich gestellt wurde. In Abhängigkeit von der vorherigen Zulassung war für alle Futtermittelzusatzstoffe ein Antrag auf Zulassung spätestens nach 7 Jahren nach Inkrafttreten der Verordnung (EG) Nr. 1831/2003 zu stellen. Neue Zulassungen werden in einem EU-Register aufgeführt und in der Regel nicht mehr unter einer E-Nummer erteilt.

## Aktuelle gesetzliche Regelungen
In der EU und der Schweiz dürfen Zusatzstoffe nur nach ausdrücklicher Zulassung verwendet werden. Zudem müssen Zusatzstoffe auf dem Produkt – z. B. durch Angabe der E-Nummer – kenntlich gemacht werden. In der EU dürfen nur die im Anhang II, Teil B LISTE ALLER ZUSATZSTOFFE der Verordnung (EG) Nr. 1333/2008 mit ihren E-Nummern aufgeführten Zusatzstoffe verwendet werden. In der Schweiz regelt die Schweizer Zusatzstoffverordnung (ZuV) dies sinngemäß. Sie enthält im Anhang 1a die Liste der zugelassenen Zusatzstoffe mit ihren E-Nummern.
Die Zulassung von Aromen regelt die Verordnung (EG) Nr. 1334/2008. Für zugelassene Aromastoffe werden statt E-Nummern entsprechende FL-Nummern vergeben. Die Zulassung von Enzymen regelt die Verordnung (EG) Nr. 1332/2008.

## Aufnahme neuer E-Nummern
Für die fachliche Bewertung ist in der EU die Europäischen Behörde für Lebensmittelsicherheit (European Food Safety Authority, EFSA), die 2003 den Wissenschaftlichen Lebensmittelausschuss (SCF) darin abgelöst hat, zuständig. Für Deutschland ist das Bundesinstitut für Risikobewertung (BfR) beteiligt.
Die Basis für eine Zulassung ist die Verordnung (EG) Nr. 1331/2008. Stoffe erhalten eine E-Nummer, sobald die interessierten Firmen bei der EFSA um eine Zulassung anfragen und dabei wissenschaftliche Dokumente vorlegen, die die Unbedenklichkeit des betroffenen Stoffes belegen. Dabei darf die Erlaubte Tagesdosis (ADI) nicht überschritten werden. Wenn diese Dokumente nachweisen, dass ein Stoff die Gesundheit nicht gefährdet und als sicher eingestuft werden kann, erhält er die Zulassung. Bei neuen Informationen und Daten führt die EFSA eine Neubewertung der Stoffe durch. Insgesamt gibt es in der EU zurzeit 333 zugelassene Zusatzstoffe und Stoffgruppen.

## INS-Nummern
Wird ein Lebensmittelzusatzstoff ohne ein führendes „E“ angegeben (Beispiel: „163“ anstelle von E 163), handelt es sich um einen Lebensmittelzusatzstoff, der nach dem International Numbering System (INS) nummeriert wurde. Diese müssen aber nicht im EWR zugelassen sein.

## Andere E-Nummern
E 605 steht nicht für einen Lebensmittelzusatzstoff, sondern für Parathion, ein giftiges Pflanzenschutzmittel, das als Insektizid und Akarizid verwendet wurde und mittlerweile verboten ist. Parathion trug eine E-Nummer, unter der es in Europa vermarktet wurde; ebenso andere insektizide Phosphorsäureester wie Potasan (E 838). Diese E-Nummern haben nichts mit Lebensmittelzusatzstoffen zu tun, sie wurden bereits verwendet, bevor die E-Nummern für Lebensmittelzusatzstoffe eingeführt wurden. Das E von „E 605“ oder „E 838“ resultiert vielmehr aus der Tatsache, dass das Laborjournal mit den Versuchen zu neu entwickelten Chemikalien mit insektiziden Eigenschaften bei Bayer in jener Zeit von einer Chemotechnikerin namens E. Ewe geführt wurde. Eine Verwechselung ist nicht möglich, da es keine Lebensmittelzusatzstoffe mit der Kennung „E 605“ oder „E 838“ gibt.